# 9 to 5 Love×Mission
『9 to 5 Love×Mission』（ナイン トゥ ファイブ ラブ・ミッション）は、長谷部百合による日本の漫画作品。『プチコミック』増刊号（小学館）にて連載された。全4巻。

## あらすじ
警察大学を優秀な成績で卒業し、父親は警察幹部というお坊ちゃん育ちの五島美貴。配属された警察署で、九条志信という先輩刑事の下に付くことになる。九条は無駄に美人で無駄にセクシーで、規律違反もお構いなしの破天荒な刑事だが、検挙率はNO.1。エリート刑事コースを歩もうと思っていた美貴の目論見は崩れ、志信の魅力に惹かれていってしまう……。

## 登場人物
九条志信（くじょう しのぶ）
美人でセクシーだが、自身の身だしなみには無頓着。それでも常に美しくいられるのは、署内の志信ファンの女性警官たちが隅々まで気を配っているからである。
精神異常者の精神を感じることができ、猟奇殺人事件などでその力を発揮する。
身長168cm
五島美貴（ごとう よしき）
新人刑事。成績優秀で美形であることを自覚しており、モテ人生を送るつもりだったが、自分より遥かに男前な志信に振り回される。志信の肉体の虜になってしまう。「ミキティ」という実に不本意なあだ名をつけられてしまう。
身長181cm